# Rosemary Kennedy
Rose Marie Kennedy, detta Rosemary (Brookline, 13 settembre 1918 – Fort Atkinson, 7 gennaio 2005), è stata la terza figlia (la prima femmina) di Joseph P. Kennedy e Rose Fitzgerald.

## Biografia
Sorella, tra gli altri, di John F. e Robert, durante il travaglio sua madre fu assistita da un'infermiera la quale, in attesa del medico, impedì a Rosemary di nascere, tenendola nel canale uterino per due ore in debito di ossigeno. Ciò ebbe pesanti conseguenze sulla psiche della piccola: non imparò mai a leggere e scrivere al pari dei suoi compagni di scuola ed ebbe sempre svariati problemi a relazionarsi con i suoi coetanei. Dai diari scritti dalla giovane emergono però la sua viva intelligenza e la sua spiccata sensibilità.
All'età di 23 anni, nel  novembre 1941, a seguito degli sbalzi di umore e della sua condotta sessuale libera e disinvolta, fu sottoposta ad un intervento di lobotomia (più tardi si scoprirà che l'intervento fu fatto senza anestesia), operato dal dottor James Winston Watts (1904-1994), sotto la supervisione di Walter Jackson Freeman II, il neurologo americano propugnatore degli effetti positivi di questa tecnica  chirurgica. L'intervento a Rosemary fu il primo in USA e si rivelerà dannoso ed inutile per la scienza neurologica, purtroppo occorrerà  ancora molto tempo prima che vengano capiti, nel mondo scientifico, gli effetti catastrofici sul cervello di questa tecnica operatoria sostanzialmente demolitiva. Il padre, che colpevolmente finanziò l'intervento, nascose l'operazione al resto della famiglia. L'intervento in sé produsse gli effetti desiderati, quali lo stato di intorpidimento, ma ridusse Rosemary a uno stato vegetativo; divenne incontinente e trascorreva ore a fissare le pareti. Le sue abilità verbali si ridussero a parole senza senso, perse l’uso di un braccio, camminava a fatica e fu confinata sulla sedia a rotelle.
Sua sorella Eunice Kennedy Shriver fondò nel 1968 la "Special Olympics" in suo onore. Era nubile e non aveva figli.